# Trattato di Vilnius (1559)
Il trattato di Vilnius fu siglato il 31 agosto del 1559 a Vilnius, allora capitale del Granducato di Lituania, fra l'Ordine livoniano e la Lituania.
Esso venne stipulato dal gran maestro Gotthard Kettler che, nel tentativo di arginare l'imminente minaccia di invasione dei territori controllati dall'Ordine da parte delle armate russe, prese la decisione di porre le proprie terre sotto la protezione del granduca Sigismondo II Augusto. La firma dell'accordo non riuscì ad impedire l'occupazione russa di gran parte della Livonia, ma servì come pretesto per l'ingresso della Lituania e del Regno di Polonia (di cui era re lo stesso Sigismondo II) nella guerra.
Di lì a poco, Kettler siglerà un secondo trattato con Lituania e Polonia (1561), che scioglierà definitivamente l'Ordine secolarizzandone le terre (trasferite in buona parte sotto il controllo lituano), e grazie al quale verrà creato primo duca di Curlandia, vassallo di Sigismondo II.